# 1844年康和公國（第2號）法令
《1844年康和公國（第2號）法令》（英語：Duchy of Cornwall (No. 2) Act 1844；7 & 8 Vict c 105），又稱《1844年康和公國（時效）法令》（Duchy of Cornwall (Limitation of Time) Act 1844），是英國國會的一項法令。
除第39、40、53至70及92條以及附表（第I及II部）外，法令的大多數條文已由《1978年成文法（廢除）法令》第1(1)條及附表1第IV部廢除。

## 第92條
在本條中，「誓言」（Oath）及「常規租客」（Conventionary Tenant）的定義已由《1978年成文法（廢除）法令》第1(1)條及附表1第IV部廢除。

## 外部連結
- The Duchy of Cornwall (No. 2) Act 1844 （页面存档备份，存于）, as amended, from Legislation.gov.uk.
- The Duchy of Cornwall (No. 2) Act 1844 （页面存档备份，存于）, as originally enacted, from Legislation.gov.uk.